# Levon Madoyan
Levon Madoyan (* 10. August 1909 in Alexandropol; † 19. September 1964 in Jerewan) war armenischer Duduk-Spieler.
Madoyan war von 1923 bis 1939 Mitglied des Ensembles für Östliche Musikinstrumente des Armenischen Philharmonieorchesters. Ab 1952 war er Solist des Ensembles für nationale Instrumente beim armenischen Rundfunk und Fernsehen. Er gab Konzerte u. a. in Moskau, Tiflis, Baku, Taschkent und Rostow. 1961 wurde er als Volkskünstler der Armenischen SSR ausgezeichnet.

## Quelle
- Yerevan State University - Institute for Armenian Studies - Encyclopedia of Armenian Culture - Madoyan Levon

| Personendaten    | Personendaten             |
| ---------------- | ------------------------- |
| NAME             | Madoyan, Levon            |
| KURZBESCHREIBUNG | armenischer Duduk-Spieler |
| GEBURTSDATUM     | 10. August 1909           |
| GEBURTSORT       | Alexandropol              |
| STERBEDATUM      | 19. September 1964        |
| STERBEORT        | Jerewan                   |